# 赵发
赵发（1830年—1893年），宇盛斋，彝族撒尼人，云南路南县西街口乡木凹子村人。清朝政治人物。

## 生平
出身贫苦，5岁时由姐姐带着逃荒到路南，在鹿阜镇东海子办事处老寨子帮人放牛。最早做长工，喜舞刀弄棍结交朋友。清咸丰七年（1857年），赵发同圭山李文兴、杨辉南等一道于4月28日率领彝汉农民、矿工千余人在麟马洞村风口坡（今属弥勒县）宣布起义；先后攻下板桥、小屯、堡子等村镇。咸丰八年（1858年）12月12日，赵发与杨辉南率领起义军万余人以州署差役聂升兄弟为内应攻入路南县城。1859年，他联合澄江、弥勒、师宗的义军围攻宜良县城。咸丰十年（1861年）3月，清军分两路进攻路南县城，义军奋力反击。同年7月，县城被清军攻占，杨辉南阵亡。赵发率领余部撤退到石林、维则独石山扎营，后因势单力薄归顺官府。
后跟随清军岑毓英镇压滇中滇东北义军有功，从游击参将被保奏将军衔，曾先后授曲寻协（今曲靖、寻甸）、顺云协（今凤庆、云县）、贵州和永安协等职，办理过文山、广南保甲。继又任省会昆明六城武总监，任内治理得当，省城治安良好，有夜可不闭门的赞誉。解甲归田后定居在东海子。光绪十三年(1887)，筹资金建房3问，聘请3个彝族老师在本村办彝文读书班。同年，又亲自监修文庙、武庙，魁阁、城墙。赵发归里十四年间，先后出资新修二龙塘小型水库一座，新开水沟3条，渡槽2个，改善灌溉农田百余亩，地改田150多亩。光绪十八年（1893年）病逝于东海子村。